# Katrin Borchert
Katrin Borchert (Waren, Müritz, Mecklemburgo-Pomerânia Ocidental, 11 de abril de 1969) é uma ex-canoísta de velocidade australiana na modalidade de canoagem.

## Carreira
Foi vencedora da medalha de Prata em K-4 500 m em Barcelona 1992 junto com as suas colegas de equipa Ramona Portwich, Birgit Fischer e Anke Nothnagel.
Foi vencedora das medalhas de Bronze em K-1 500 m e K-2 500 m em Sydney 2000 e em Atlanta 1996, respetivamente.